# Герб Паланы
Герб муниципального образования городской округ «посёлок Пала́на» Камчатского края Российской Федерации — является официальным символом муниципального образования городской округ «посёлок Палана».
Герб утверждён 14 апреля 2011 года Решением Совета депутатов городского округа «посёлок Палана», в Государственный геральдический регистр Российской Федерации не внесён.

## Описание герба и его символики
В соответствии с Положением о гербе от 14 апреля 2011 года, герб имеет следующее описание:

«Герб городского округа „поселок Палана“ содержит изображение скачущего (играющего) северного оленя, опирающегося на изогнутую, куполообразную оконечность.
Олень олицетворяет одно из основных направлений деятельности коренного населения территории — оленеводство и кроме того отсылает к символике Корякского автономного округа, административным центром которого являлась Палана. Куполообразная серебряная оконечность указывает на гористый ландшафт Камчатки.
Щит увенчан золотой башенной короной о пяти зубцах, дополненной лавровым венком того же металла.
Щит поддерживают щитодержатели — чёрные Медведи, имеющие золотые с червлёным узором ошейники.
Подножие в виде ветвей кедрового стланика — эндемика и типичного представителя флоры Камчатки.
В гербе использованы цвета условной геральдической палитры: червлёный, лазоревый, чёрный и зелёный, а также серебряный и золотой.
Червлёный (красный) цвет поля герба — цвет жизни, милосердия и любви, символизирует мужество, силу, огонь камчатских недр, красоту, здоровье.
Лазоревый (сине-голубой) символизирует величие, красоту; это — цвет неба и воды (рек, озёр, которыми богаты окрестности Паланы).
Серебряный — символ чистоты, добра, справедливости, благородства, светлых помыслов и намерений, цвет белых снегов.
Золото — символ могущества, богатства, надежды и солнечного света, указывает на богатство недр».

## История герба
Герб городского округа «поселок Палана» был разработан членом Гильдии геральдических художников России Максимом Черников.
Герб был утверждён 17 сентября 2007 года Решением № 76 муниципального образования городской округ «посёлок Палана» «Об установлении официальных символов муниципального образования городской округ „посёлок Палана“».
Документы об утверждении герба были представлены в Геральдический совет при Президенте РФ.
14 апреля 2011 года решением Совета депутатов городского округа «посёлок Палана» был принят Нормативный правовой акт № 04/05 «Положение о гербе городского округа „поселок Палана“», который признал утратившим силу решение муниципального образования городской округ «поселок Палана» от 17.09.2007 года № 76.
В Положении о гербе — геральдическое описание отсутствует.
До настоящего времени герб в Государственный геральдический регистр Российской Федерации не внесён.